# Paul Hankar
Paul Hankar (Frameries, 1859. december 11. – Brüsszel, 1901. január 17.) belga építész, a 19. század vége egyik legjelentősebb Art Nouveau stílusban alkotó brüsszeli építésze.

## Életpályája

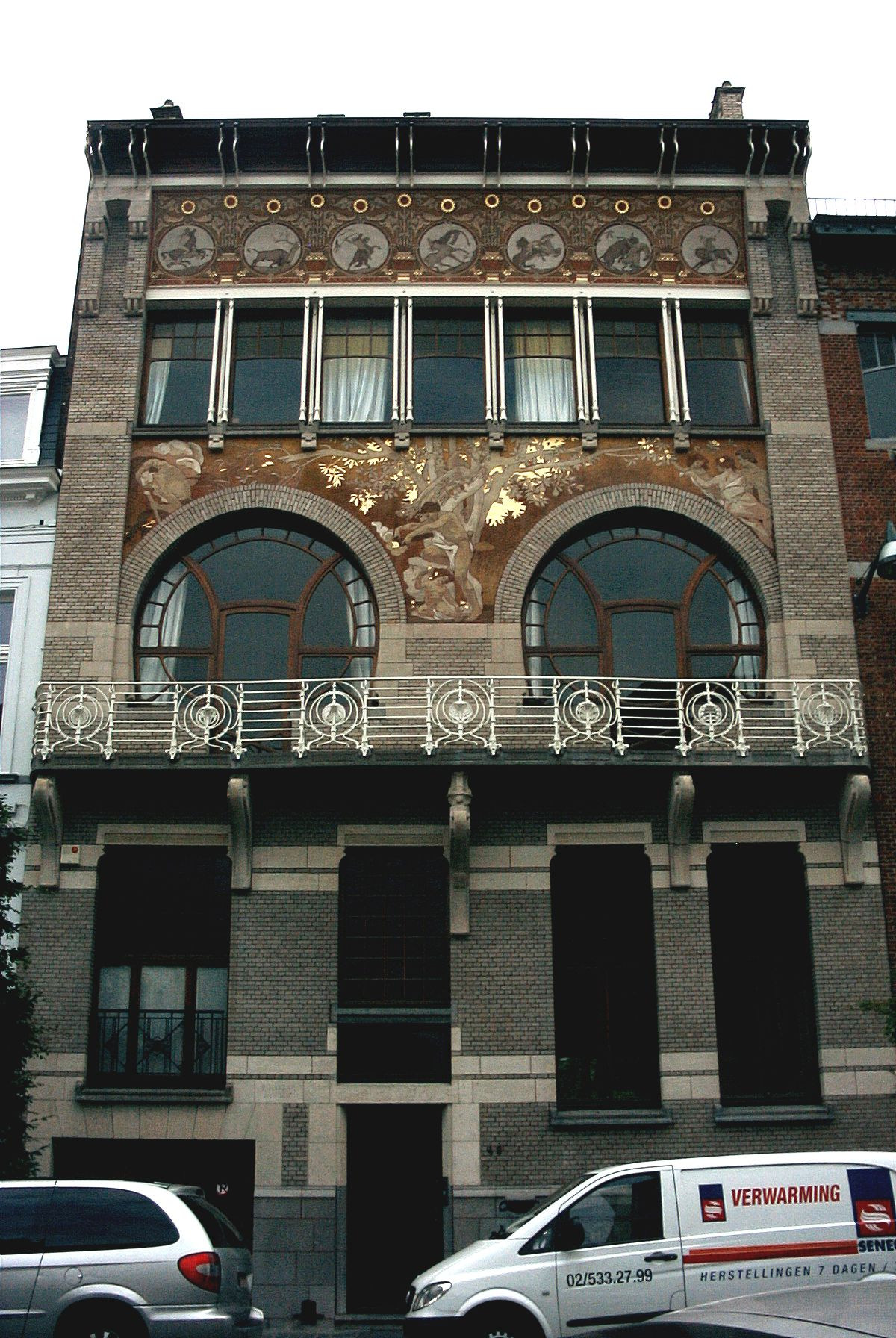
Az egyik Hankar-ház

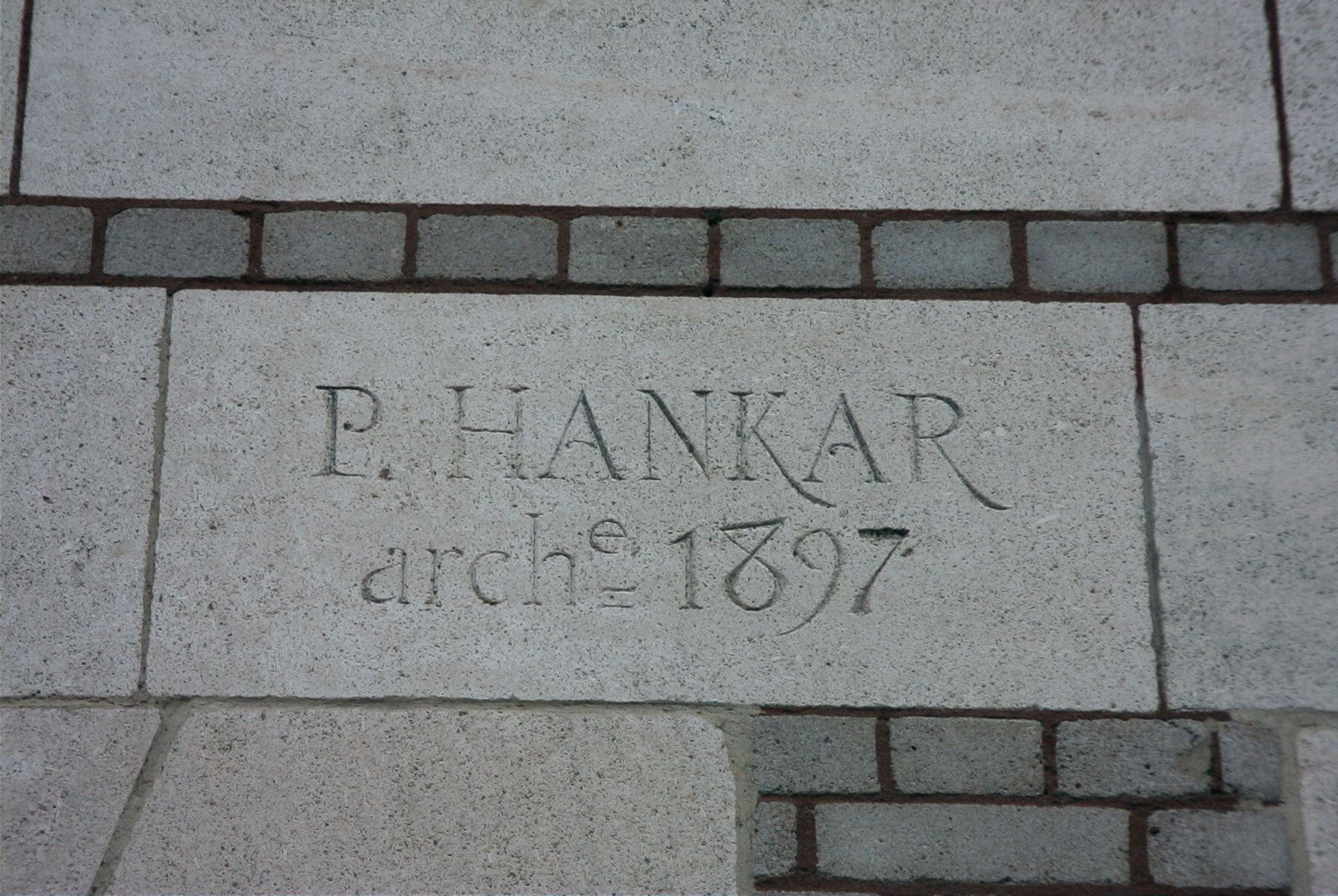
Tábla a tervezést megörökítendő

Paul Hankar szobrásznak tanult, de építészként végzett és dolgozott Brüsszelben. Megtanulta a kovácsoltvas-technikát is. 1888-ban építészként és bútortervezőként kezdett dolgozni, belsőépítészként és graffiti-specialistaként működött A. Cerspin mellett. 1893-ban építette meg saját házát. Ezt az elsők között tartják számon az Art Nouveau stílus tipikus példái közt, Victor Horta Tassel háza mellett. 1894-ben a „L'Emulation” lapban publikált az új stílus Brüsszeli meghonosítása érdekében.
Az 1897-es Brüsszeli Világkiállításon neve már olyan belga építészekkel szerepel együtt mint Henry van de Velde, G. Serrurier-Bovy és G. Hobé. Élete második felében a „város művészei” utópikus projekt érdekében dolgozott, mely soha nem vált valóra, de inspirációul szolgált a darmstadti művész kolónia és a bécsi szecesszió (Jugendstil) művészeinek.
Nagyban hatott rá Viollet-le-Duc, francia építész és az angol William Morris vezette Arts and Crafts mozgalom. Kifejlesztette a populáris művészet koncepcióját és az alacsonyabb társadalmi osztályok számára tervezett.  A művészetek dekoratív szintézisét érte el avantgárd dekoratív ornamentika, új geometrikus részletek és szobrok klasszikus konstrukcióban alkalmazásával.
Építészeti munkáiban a különböző színű, anyagú, textúrájú elemek kontrasztjának játékát szívesen alkalmazta. Sok iparművészeti technikát alkalmazott. Kovácsoltvas technikát láthatunk fasszádjain és balkonjain – freskó és graffiti technikával ötvözve. Utóbbit a belga P. Cauchie fejlesztette tovább Art Nouveau épületein.

## Fő művei
- Maison Hankar, Rue Defacqz 71, Brussels, Belgium (1893)
- Maison Ciamberlani and Maison Janssens, Rue Defacqz 48–50, Brussels (1897)
- Former Chemiserie Niguet Shop, Rue Royale 13, Brussels (1899)